# Double or Nothing (2025)
Double or Nothing (2025) – siódma gala wrestlingu w chronologii cyklu Double or Nothing wyprodukowana przez federację i dla zawodników All Elite Wrestling (AEW). Odbyła się 25 maja 2025 w Desert Diamond Arena w Glendale w stanie Arizona. Z wyjątkiem wydarzeń w 2020 i 2021 roku, które odbyły się w Daily’s Place w Jacksonville w stanie Floryda z powodu pandemii COVID-19, było to pierwsze Double or Nothing, które odbyło się poza Las Vegas Strip w Paradise w stanie Nevada. Było to pierwsze PPV AEW, które odbyło się w amerykańskim stanie Arizona i drugie Double or Nothing, które gościło finały męskiego i żeńskiego turnieju Owen Hart Foundation. Podobnie jak w przypadku edycji z 2023 roku, wydarzenie szło łeb w łeb z transmitowanym na żywo wydarzeniem WWE NXT Battleground. Była to również pierwsza gala AEW PPV, która odbyła się w stanie Arizona. Emisja była przeprowadzana na żywo za pośrednictwem Triller TV i Amazon Prime Video na całym świecie oraz w systemie pay-per-view.
Na gali odbyło się jedenaście walk, w tym dwie podczas pre-show Buy In. W walce wieczoru, "Hangman" Adam Page pokonał Willa Ospreaya, aby wygrać męski turniej Owen Hart Foundation Cup, podczas gdy Mercedes Moné pokonała Jamie Hayter, aby wygrać kobiecy turniej Owen Hart Foundation Cup w walce otwierającej. W innych ważnych walkach,Kenny Omega, Swerve Strickland, Willow Nightingale i The Opps (Samoa Joe, Powerhouse Hobbs i Katsuyori Shibata) pokonali Death Riders (Jona Moxleya, Claudio Castagnoliego, Marinę Shafir i Wheelera Yutę) i The Young Bucks (Matthewa Jacksona i Nicholasa Jacksona) w Anarchy in the Arena matchu.

## Produkcja

### Tło
Double or Nothing jest uważane za najważniejszą galę All Elite Wrestling (AEW), która po raz pierwszy odbyła się w 2019 roku i była pierwszą galą wrestlingu w tej promocji i pierwszą wyprodukowaną w systemie pay-per-view (PPV). Odbywa się co roku w maju podczas weekendu z okazji Memorial Day i jest jednym z „Wielkiej Czwórki” PPV AEW, które obejmują także Revolution, All Out i Full Gear, ich cztery największe gale produkowane co kwartał. Nazwa gali nawiązuje do tematu Las Vegas i tradycyjnie odbywa się w rejonie Las Vegas w Paradise w stanie Nevada. Wyjątki od tej normy miały miejsce w latach 2020 i 2021 ze względu na obowiązujące wówczas ograniczenia związane z pandemią COVID-19, ale utrzymały one motyw Vegas.
19 lutego 2025 roku ogłoszono, że siódma gala Double or Nothing odbędzie się 25 maja 2025 w Desert Diamond Arena w Glendale w stanie Arizona, co oznacza pierwsze Double or Nothing, które odbędzie się poza obszarem Las Vegas od czasu powstania wydarzenia w 2019 roku (z wyłączeniem dwóch wydarzeń z ery COVID). Obiekt zawdzięcza swoją nazwę umowie o prawach do nazewnictwa z Desert Diamond Casinos, utrzymując wydarzenie Double or Nothing w zgodzie z motywem kasyna. Będzie to również pierwsze wydarzenie AEW PPV, które odbędzie się w stanie Arizona.
Podobnie jak w przypadku wydarzenia z 2023 roku, Battleground zmierzy się z Battleground, wydarzeniem transmitowanym na żywo wyprodukowane przez WWE dla brandu rozwojowego NXT. Według dyrektora wykonawczego WWE Shawna Michaelsa, harmonogram nie był przeznaczony dla WWE, aby iść łeb w łeb z AEW, ale było to spowodowane świętem (weekend Memorial Day), ponieważ powiedział, że wydarzenia WWE zawsze dobrze sobie radziły w święta.

### Rywalizacje
Double or Nothing oferowało walki profesjonalnego wrestlingu z udziałem wrestlerów należących do federacji All Elite Wrestling. Oskryptowane rywalizacje (storyline’y) kreowane są podczas cotygodniowych gal Dynamite oraz Collision. Wrestlerzy są przedstawieni jako heele (negatywni, źli zawodnicy i najczęściej wrogowie publiki) i face’owie (pozytywni, dobrzy i najczęściej ulubieńcy publiki), którzy rywalizują pomiędzy sobą w seriach walk mających budować napięcie. Kulminacją rywalizacji jest walka wrestlerska lub ich seria.

#### Turnieje Owen Hart Cup
W dniu 2 kwietnia 2025 roku zawodnicy turnieju Owen Hart Cup zostali ujawnieni zarówno dla mężczyzn, jak i kobiet. W półfinałach Will Ospreay pokonał Konosuke Takeshitę w Dynamite: Spring BreakThru 16 kwietnia, aby awansować do finału turnieju mężczyzn, podczas gdy "Hangman" Adam Page pokonał Kyle’a Fletchera w odcinku Dynamite z 30 kwietnia, aby awansować, czyniąc walkę Ospreay vs. Page oficjalnym dla Double or Nothing. Tymczasem w półfinałach turnieju kobiet Mercedes Moné pokonała Athenę na Spring BreakThru, podczas gdy Jamie Hayter pokonała Kris Statlander w odcinku Dynamite z 23 kwietnia. W rezultacie pojedynek Moné vs. Hayter stał się oficjalnym finałem.

#### Pojedynek o AEW World Tag Team Championship
Po wygraniu walce na specjalnym odcinku Dynamite: Beach Break 14 maja 2025 roku, menedżer Hurt Syndicate MVP ogłosił, że Bobby Lashley i Shelton Benjamin będą bronić AEW World Tag Team Championship na Double or Nothing przeciwko zwycięzcom walki pretendentckiej, który odbył się 17 maja 2025 roku na odcinku Collision, pomiędzy CRU (Action Andrettim i Lio Rushem) i The Sons of Texas (Dustinem Rhodesem i Sammym Guevarą). Walka pretendentów została ostatecznie wygrana przez Guevarę i Rhodesa.

#### Pojedynek o AEW Women’s World Championship
W odcinku Dynamite z 14 maja 2025 roku, Mina Shirakawa wygrała AEW Women’s World Championship four-way eliminator match po przypięciu panującej mistrzyni, "Timeless" Toni Storm. Ze względu na warunki walki, ponieważ przypięła mistrzynię, Shirakawa zasłużyła na walkę o tytuł ze Storm. Następnie ogłoszono, że walka odbędzie się na Double or Nothing. Będzie to rewanż za walkę, którą stoczyły ze sobą na zeszłorocznym wydarzeniu Forbidden Door.

#### FTR (Cash Wheeler i Dax Harwood) vs. Daniel Garcia i Nigel McGuinness
W ciągu ostatnich kilku tygodni, FTR (Cash Wheeler i Dax Harwood atakowali różnych członków składu AEW, w tym Daniela Garcię. W odcinku Collision z 8 maja 2025 roku, Garcia zmierzył się z Harwoodem w pojedynku singlowym, który zakończył się dyskwalifikacją, gdy komentator Nigel McGuiness zaangażował się po tym, jak Harwood werbalnie zrugał McGuinessa za jego reakcję na list, który FTR dał jemu i Tony’emu Schiavone na odcinku z 17 kwietnia. W następnym odcinku Dynamite, Stokelym (menedżer FTR) wyszedł, aby przerwać wywiad z udziałem Garcii i McGuinessa, w imieniu Harwooda i Wheelera, aby rzucić wyzwanie na tag team match na Double or Nothing, który McGuiness początkowo odrzucił pomimo zgody Garcii. Następnie FTR wyszedł i zaatakował obu mężczyzn, zanim został odepchnięty przez dzierżącego łom Matta Menarda. Na odcinku Collision z 17 maja 2025 roku McGuiness ogłosił, że zmienił zdanie i przyjął wyzwanie FTR, czyniąc walkę oficjalną.

#### Anarchy in the Arena match
Na Dynasty 6 kwietnia, The Young Bucks (Matthew Jackson i Nicholas Jackson) powrócili i wtrącili się do walki wieczoru, pomagając Jonowi Moxleyowi zachować AEW World Championship przeciwko Swerve’owi Stricklandowi. Na Dynamite: Spring BreakThru, The Opps (Samoa Joe, Katsuyori Shibata i Powerhouse Hobbs) pokonali Death Riders (Moxley, Claudio Castagnoliego i Wheelera Yutę) o AEW World Trios Championship. Joe następnie rozpoczął rywalizacje z Moxleyem, której kulminacją był Steel Cage match o mistrzostwo świata Moxleya na Dynamite: Beach Break 14 maja, gdzie Moxley zachował tytuł. Pod koniec walki Gabe Kidd z New Japan Pro-Wrestling (NJPW) pomógł Moxleyowi w pokonaniu Joe. Doprowadziło to następnie do pobicia Joe, do którego Kidd dołączył, zanim interweniowali jego koledzy ze stajni Opps, a także Kenny Omega i Willow Nightingale. Young Bucks i Kazuchika Okada również dołączyli do walki i zaatakowali opozycję, co doprowadziło do dalszego pobicia, zanim zostali ostatecznie przegonieni z ringu przez Stricklanda, który następnie wyzwał ich na Anarchy in the Arena match na Double or Nothing.

#### Ricochet vs. Mark Briscoe
W odcinku Dynamite z 23 kwietnia, Mark Briscoe pokonał Ricocheta. W ciągu następnych dwóch tygodni obaj mężczyźni zmierzyli się ze sobą w walkach wieloosobowych, najpierw w eight-man tag team matchu, a następnie w trios matchu, z których oba wygrał Ricochet. 17 maja prezes AEW Tony Khan ogłosił, że Briscoe i Ricochet zmierzą się ze sobą w Stretcher matchu na Double or Nothing.

#### Pojedynek o AEW Continental Championship
W ciągu trzech tygodni, "Speedball" Mike Bailey zmierzył się z The Young Bucks (Matthewem Jacksonem i Nicholasem Jacksonem) w walkach wieloosobowych, z których wszystkie wygrali The Young Bucks. 22 maja prezes AEW Tony Khan ogłosił, że Bailey zmierzy się z kolegą z Elite The Young Bucks Kazuchiką Okadą o AEW Continental Championship Okady na Double or Nothing.

#### The Don Callis Family (Konosuke Takeshita, Kyle Fletcher i Josh Alexander) vs. Paragon (Adam Cole, Kyle O’Reilly i Roderick Strong)
22 maja prezes AEW Tony Khan ogłosił, że Paragon (Adam Cole, Kyle O’Reilly i Roderick Strong) zmierzy się z The Don Callis Family (Konosuke Takeshitą, Kylem Fletcherem i Joshem Alexanderem) na Double or Nothing.

#### Anna Jay i Harley Cameron vs. Megan Bayne i Penelope Ford
17 maja na Collision: Beach Break, Megan Bayne pokonała Harley Cameron. Walka pomiędzy Bayne i Penelope Ford przeciwko Annie Jay i Harley Cameron został następnie oficjalnie ogłoszony na pre-show Double or Nothing Buy-In.

## Wyniki walk
| Nr                                                                   | Wyniki | Stypulacje                                                                                            | Czas  |
| -------------------------------------------------------------------- | --- | --- | ----- |
| 1P                                                                   | Anna Jay i Harley Cameron pokonały Megan Bayne i Penelope Ford poprzez pinfall | Tag team match                                                                                        | 12:40 |
| 2P                                                                   | Bandido, AR Fox i Los Titanes del Aire (Hologram i Komander) pokonali RPG Vice (Rocky’ego Romero i Trenta Berettę) i CRU (Action Andrettiego i Lio Rusha) poprzez pinfall | Eight-man tag team match                                                                              | 13:25 |
| 3                                                                    | Mercedes Moné pokonała Jamie Hayter poprzez pinfall | Finał turnieju Women’s Owen Hart Cup Moné otrzymała walkę o AEW Women’s World Championship na All In. | 21:15 |
| 4                                                                    | FTR (Cash Wheeler i Dax Harwood) (z Stokelym) pokonali Daniela Garcię i Nigela McGuinnessa (z Mattem Menardem) poprzez techniczne poddanie | Tag team match                                                                                        | 22:30 |
| 5                                                                    | Ricochet pokonał Marka Briscoe | Stretcher match                                                                                       | 16:20 |
| 6                                                                    | The Hurt Syndicate (Bobby Lashley i Shelton Benjamin (z MVP i MJF-em) (c) pokonali The Sons of Texas (Dustina Rhodesa i Sammy’ego Guevarę) poprzez pinfall | Tag team match o AEW World Tag Team Championship                                                      | 12:35 |
| 7                                                                    | Kazuchika Okada (c) pokonał "Speedball" Mike’a Bailey’ego poprzez pinfall | Singles match o AEW Continental Championship                                                          | 16:05 |
| 8                                                                    | "Timeless" Toni Storm (c) (z Lutherem) pokonała Minę Shirakawę poprzez pinfall | Singles match o AEW Women’s World Championship                                                        | 15:50 |
| 9                                                                    | Kenny Omega, Swerve Strickland, Willow Nightingale i The Opps (Samoa Joe, Powerhouse Hobbs i Katsuyori Shibata) pokonali Death Riders (Jona Moxleya, Claudio Castagnoliego, Marinę Shafir i Wheelera Yutę) i The Young Bucks (Matthewa Jacksona i Nicholasa Jacksona) poprzez pinfall | Anarchy in the Arena match                                                                            | 35:10 |
| 10                                                                   | The Don Callis Family (Konosuke Takeshita, Kyle Fletcher i Josh Alexander) (z Don Callisem i Lancem Archerem) pokonali Paragon (Adama Cole’a, Kyle’a O’Reilly’ego i Rodericka Stronga) poprzez pinfall                                                                                | Trios match                                                                                           | 12:50 |
| 11                                                                   | "Hangman" Adam Page pokonał Willa Ospreaya poprzez pinfall | Finał turnieju Men’s Owen Hart Cup Page otrzymał walkę o AEW World Championship na All In.            | 36:55 |
| (c) – mistrz/mistrzyni przed walkąP – walka miała miejsce w pre-show | | |       |

### Turnieje Owen Hart Cup

#### Męski
|  | Ćwierćfinały Dynasty (6 kwietnia 2025) Collision (12 kwietnia 2025) Dynamite: Spring BreakThru (16 kwietnia 2025) | Ćwierćfinały Dynasty (6 kwietnia 2025) Collision (12 kwietnia 2025) Dynamite: Spring BreakThru (16 kwietnia 2025) | Ćwierćfinały Dynasty (6 kwietnia 2025) Collision (12 kwietnia 2025) Dynamite: Spring BreakThru (16 kwietnia 2025) |                     |               | Półfinały Dynamite: Spring BreakThru (16 kwietnia 2025) Dynamite (30 kwietnia 2025) | Półfinały Dynamite: Spring BreakThru (16 kwietnia 2025) Dynamite (30 kwietnia 2025) | Półfinały Dynamite: Spring BreakThru (16 kwietnia 2025) Dynamite (30 kwietnia 2025) |  |  | Finał Double or Nothing (25 maja 2025) | Finał Double or Nothing (25 maja 2025) | Finał Double or Nothing (25 maja 2025) |  |
|  | | | |                     |               |                                                                                     |                                                                                     |                                                                                     |  |  |                                        |                                        |                                        |  |
|  | Will Ospreay | Will Ospreay | Pin |                     |               |                                                                                     |                                                                                     |                                                                                     |  |  |                                        |                                        |                                        |  |
|  | Will Ospreay | Will Ospreay | Pin |                     |               |                                                                                     |                                                                                     |                                                                                     |  |  |                                        |                                        |                                        |  |
|  | Kevin Knight | Kevin Knight | 13:50 |                     |               |                                                                                     |                                                                                     |                                                                                     |  |  |                                        |                                        |                                        |  |
|  | Kevin Knight | Kevin Knight | 13:50 |                     | Will Ospreay  | Will Ospreay                                                                        | Pin                                                                                 |                                                                                     |  |  |                                        |                                        |                                        |  |
|  | | | |                     | Will Ospreay  | Will Ospreay                                                                        | Pin                                                                                 |                                                                                     |  |  |                                        |                                        |                                        |  |
|  | | | Konosuke Takeshita                                                                                                | Konosuke Takeshita  | 21:43         |                                                                                     |                                                                                     |                                                                                     |  |  |                                        |                                        |                                        |  |
|  | Brody King | Brody King | Konosuke Takeshita                                                                                                | Konosuke Takeshita  | 21:43         | 12:18                                                                               |                                                                                     |                                                                                     |  |  |                                        |                                        |                                        |  |
|  | Brody King | Brody King | |                     |               |                                                                                     |                                                                                     |                                                                                     |  |  |                                        |                                        |                                        |  |
|  | Konosuke Takeshita                                                                                                | Konosuke Takeshita                                                                                                | Pin |                     |               |                                                                                     |                                                                                     |                                                                                     |  |  |                                        |                                        |                                        |  |
|  | Konosuke Takeshita                                                                                                | Konosuke Takeshita                                                                                                | Pin |                     | Will Ospreay  | Will Ospreay                                                                        | 36:55                                                                               |                                                                                     |  |  |                                        |                                        |                                        |  |
|  | | | |                     |               |                                                                                     |                                                                                     |                                                                                     |  |  |                                        |                                        |                                        |  |
|  | | | "Hangman" Adam Page                                                                                               | "Hangman" Adam Page | Pin           |                                                                                     |                                                                                     |                                                                                     |  |  |                                        |                                        |                                        |  |
|  | Mark Briscoe | Mark Briscoe | "Hangman" Adam Page                                                                                               | "Hangman" Adam Page | Pin           | 16:15                                                                               |                                                                                     |                                                                                     |  |  |                                        |                                        |                                        |  |
|  | Mark Briscoe | Mark Briscoe | |                     |               |                                                                                     |                                                                                     |                                                                                     |  |  |                                        |                                        |                                        |  |
|  | Kyle Fletcher | Kyle Fletcher | Pin |                     |               |                                                                                     |                                                                                     |                                                                                     |  |  |                                        |                                        |                                        |  |
|  | Kyle Fletcher | Kyle Fletcher | Pin |                     | Kyle Fletcher | Kyle Fletcher                                                                       | 23:24                                                                               |                                                                                     |  |  |                                        |                                        |                                        |  |
|  | | | |                     | Kyle Fletcher | Kyle Fletcher                                                                       | 23:24                                                                               |                                                                                     |  |  |                                        |                                        |                                        |  |
|  | | | "Hangman" Adam Page                                                                                               | "Hangman" Adam Page | Pin           |                                                                                     |                                                                                     |                                                                                     |  |  |                                        |                                        |                                        |  |
|  | "Hangman" Adam Page                                                                                               | "Hangman" Adam Page                                                                                               | "Hangman" Adam Page                                                                                               | "Hangman" Adam Page | Pin           | Pin                                                                                 |                                                                                     |                                                                                     |  |  |                                        |                                        |                                        |  |
|  | "Hangman" Adam Page                                                                                               | "Hangman" Adam Page                                                                                               | |                     |               |                                                                                     |                                                                                     |                                                                                     |  |  |                                        |                                        |                                        |  |
|  | Josh Alexander | Josh Alexander | 13:03 |                     |               |                                                                                     |                                                                                     |                                                                                     |  |  |                                        |                                        |                                        |  |

#### Żeński
|  | Ćwierćfinały Dynasty (6 kwietnia 2025) Dynamite (9 kwietnia 2025) Collision (12 kwietnia 2025) | Ćwierćfinały Dynasty (6 kwietnia 2025) Dynamite (9 kwietnia 2025) Collision (12 kwietnia 2025) | Ćwierćfinały Dynasty (6 kwietnia 2025) Dynamite (9 kwietnia 2025) Collision (12 kwietnia 2025) |                 |               | Półfinały Dynamite: Spring BreakThru (16 kwietnia 2025) Dynamite (23 kwietnia 2025) | Półfinały Dynamite: Spring BreakThru (16 kwietnia 2025) Dynamite (23 kwietnia 2025) | Półfinały Dynamite: Spring BreakThru (16 kwietnia 2025) Dynamite (23 kwietnia 2025) |  |  | Finał Double or Nothing (25 maja 2025) | Finał Double or Nothing (25 maja 2025) | Finał Double or Nothing (25 maja 2025) |  |
|  |                                                                                                |                                                                                                |                                                                                                |                 |               |                                                                                     |                                                                                     |                                                                                     |  |  |                                        |                                        |                                        |  |
|  | Jamie Hayter                                                                                   | Jamie Hayter                                                                                   | Pin                                                                                            |                 |               |                                                                                     |                                                                                     |                                                                                     |  |  |                                        |                                        |                                        |  |
|  | Jamie Hayter                                                                                   | Jamie Hayter                                                                                   | Pin                                                                                            |                 |               |                                                                                     |                                                                                     |                                                                                     |  |  |                                        |                                        |                                        |  |
|  | Billie Starkz                                                                                  | Billie Starkz                                                                                  | 13:55                                                                                          |                 |               |                                                                                     |                                                                                     |                                                                                     |  |  |                                        |                                        |                                        |  |
|  | Billie Starkz                                                                                  | Billie Starkz                                                                                  | 13:55                                                                                          |                 | Jamie Hayter  | Jamie Hayter                                                                        | Pin                                                                                 |                                                                                     |  |  |                                        |                                        |                                        |  |
|  |                                                                                                |                                                                                                |                                                                                                |                 | Jamie Hayter  | Jamie Hayter                                                                        | Pin                                                                                 |                                                                                     |  |  |                                        |                                        |                                        |  |
|  |                                                                                                |                                                                                                | Kris Statlander                                                                                | Kris Statlander | 12:10         |                                                                                     |                                                                                     |                                                                                     |  |  |                                        |                                        |                                        |  |
|  | Thunder Rosa                                                                                   | Thunder Rosa                                                                                   | Kris Statlander                                                                                | Kris Statlander | 12:10         | 9:40                                                                                |                                                                                     |                                                                                     |  |  |                                        |                                        |                                        |  |
|  | Thunder Rosa                                                                                   | Thunder Rosa                                                                                   |                                                                                                |                 |               |                                                                                     |                                                                                     |                                                                                     |  |  |                                        |                                        |                                        |  |
|  | Kris Statlander                                                                                | Kris Statlander                                                                                | Pin                                                                                            |                 |               |                                                                                     |                                                                                     |                                                                                     |  |  |                                        |                                        |                                        |  |
|  | Kris Statlander                                                                                | Kris Statlander                                                                                | Pin                                                                                            |                 | Jamie Hayter  | Jamie Hayter                                                                        | 21:15                                                                               |                                                                                     |  |  |                                        |                                        |                                        |  |
|  |                                                                                                |                                                                                                |                                                                                                |                 |               |                                                                                     |                                                                                     |                                                                                     |  |  |                                        |                                        |                                        |  |
|  |                                                                                                |                                                                                                | Mercedes Moné                                                                                  | Mercedes Moné   | Pin           |                                                                                     |                                                                                     |                                                                                     |  |  |                                        |                                        |                                        |  |
|  | Julia Hart                                                                                     | Julia Hart                                                                                     | Mercedes Moné                                                                                  | Mercedes Moné   | Pin           | 13:00                                                                               |                                                                                     |                                                                                     |  |  |                                        |                                        |                                        |  |
|  | Julia Hart                                                                                     | Julia Hart                                                                                     |                                                                                                |                 |               |                                                                                     |                                                                                     |                                                                                     |  |  |                                        |                                        |                                        |  |
|  | Mercedes Moné                                                                                  | Mercedes Moné                                                                                  | Pin                                                                                            |                 |               |                                                                                     |                                                                                     |                                                                                     |  |  |                                        |                                        |                                        |  |
|  | Mercedes Moné                                                                                  | Mercedes Moné                                                                                  | Pin                                                                                            |                 | Mercedes Moné | Mercedes Moné                                                                       | Pin                                                                                 |                                                                                     |  |  |                                        |                                        |                                        |  |
|  |                                                                                                |                                                                                                |                                                                                                |                 | Mercedes Moné | Mercedes Moné                                                                       | Pin                                                                                 |                                                                                     |  |  |                                        |                                        |                                        |  |
|  |                                                                                                |                                                                                                | Athena                                                                                         | Athena          | 21:12         |                                                                                     |                                                                                     |                                                                                     |  |  |                                        |                                        |                                        |  |
|  | Harley Cameron                                                                                 | Harley Cameron                                                                                 | Athena                                                                                         | Athena          | 21:12         | 10:28                                                                               |                                                                                     |                                                                                     |  |  |                                        |                                        |                                        |  |
|  | Harley Cameron                                                                                 | Harley Cameron                                                                                 |                                                                                                |                 |               |                                                                                     |                                                                                     |                                                                                     |  |  |                                        |                                        |                                        |  |
|  | Athena                                                                                         | Athena                                                                                         | Pin                                                                                            |                 |               |                                                                                     |                                                                                     |                                                                                     |  |  |                                        |                                        |                                        |  |